# Orbite de halo

Schéma montrant le potentiel effectif d'un système à deux corps (ici le soleil et la terre), montrant les 5 points de Lagrange.

Les orbites de halo sont une famille particulière d'orbites de Lissajous, fermées autour d'un point de Lagrange ou suivant les lignes d'équipotentiel gravitationnel aux abords de ceux-ci. Elles sont périodiques et, contrairement aux orbites de Lyapunov, ne sont pas toutes comprises dans le plan orbital des deux corps célestes : si les plus proches du point L2 se trouvent dans le plan orbital des différents points de Lagrange, elles s'en éloignent au fur et à mesure que l'on déplace l'orbite vers le deuxième corps où elles deviennent quasi perpendiculaires à ce plan. Cette orbite est alors une ellipse dont un des foyers est le deuxième corps du système à l'origine des points de Lagrange.
Dans le système Terre-Lune, elle est appelée NRHO (Near Rectilinear Halo Orbit) et est envisagée comme trajectoire quasi-polaire autour de la Lune pour le Lunar Orbital Platform-Gateway de la NASA. Cette trajectoire sera également celle de la mise en orbite de CAPSTONE, sonde spatiale ayant pour objectif de vérifier la stabilité de l'orbite.
Le nom "orbites de halo" a été inventé par Robert W. Farquhar en 1968 dans sa thèse de doctorat en astronautique.